# Lits séparés
Pour les articles homonymes, voir Wheeler Dealers.
Pour plus de détails, voir Fiche technique et Distribution.
Lits séparés (The Wheeler Dealers) est une comédie romantique américaine réalisée par Arthur Hiller, sortie en 1963.

## Synopsis
Henry Tyroon (James Garner), un agent de change texan exilé à New York, vient en aide à Molly Thatcher (Lee Remick) qui exerce le même métier mais qui pourrait bientôt perdre son emploi. Ils vont tenter d'amasser une grosse somme d'argent afin de racheter une entreprise.

## Distribution
- James Garner : Henry Tyroon
- Lee Remick : Molly Thatcher
- Phil Harris : Ray Jay
- Chill Wills : Jay Ray
- Charles Watts : J.R.
- Jim Backus : Bullard Bear
- Louis Nye : Stanislas
- John Astin : Hector Vanson
- Pat Harrington, Jr. : Buddy Zack
- Patricia Crowley : Eloise Cott
- Howard McNear : Mr. Wilson

## Réception critique
Bosley Crowther, critique au New York Times, regrette la réalisation trop lente d'Arthur Hiller pour une comédie romantique ainsi que le scénario qui ne prend pas et n'est pas assez comique. Il salue en revanche les prestations de James Garner (« vif et séduisant ») et de Lee Remick (« charmante »).
À l'occasion de la sortie du film en DVD en 2011, le critique Glenn Erickson apprécie la dimension satirique sur le monde de la finance autant que la dimension romantique. Les deux éléments se rejoignent puisque « leur relation amoureuse est en réalité une relation financière ». Il donne au film la note « Good ̟+ ».